# Adolf Bauer (Verwaltungsbeamter)
Christian Adolf Bauer (* 18. Dezember 1864 in Schwetzingen; † 1937) war ein deutscher Verwaltungsbeamter.

## Leben
Bauers Vater war Notariatsassistent. Nach einem Jura-Studium trat Adolf Bauer 1893 in die badische Innenverwaltung ein. 1897 wurde er Amtmann im Bezirksamt Tauberbischofsheim und ab 1898 im Bezirksamt Bruchsal. 1902 wurde er Oberamtmann und Amtsvorstand im Bezirksamt Boxberg, später im Bezirksamt Wolfach und ab 1908 im Bezirksamt Villingen. 1924 trat er entsprechend der badischen Personalabbau-Verordnung in den einstweiligen Ruhestand.